# 達連灣
9°25′42″N 77°3′40″W / 9.42833°N 77.06111°W

達連灣是南美洲的海灣，位於巴拿馬雅拉庫納族自治區、哥倫比亞科爾多瓦和蘇克雷省，屬於加勒比海的一部分，是阿特拉托河的河口處。